# 中国民主同盟甘肃省委员会
中国民主同盟甘肃省委员会，简称民盟甘肃省委，是中国民主同盟在甘肃省的地方组织。

## 历届委员会

### 第一届
- 任期：1950年8月—1954年2月
- 主任委员：杨子恒
- 副主任委员：王新潮、任谦、吴剑夫

### 第二届
- 任期：1954年2月—1956年8月
- 主任委员：杨子恒
- 副主任委员：王新潮、李化方

### 第三届
- 任期：1956年8月—1958年8月
- 主任委员：杨子恒
- 副主任委员：黄执中、王新潮、李化方、朱宣人

### 第四届
- 任期：1958年8月—1961年9月
- 主任委员：吴鸿宾
- 副主任委员：赵继游、徐劲

### 第五届
- 任期：1961年9月—1966年6月
- 主任委员：吴鸿宾
- 副主任委员：赵继游、徐劲、任谦

### 第六届
- 任期：1979年12月—1984年2月
- 主任委员：吴鸿宾
- 副主任委员：赵继游、朱宣人、董鉴溶、杨英福、刘熊祥

### 第七届
- 任期：1984年2月—1988年2月
- 主任委员：吴鸿宾
- 副主任委员：赵继游、朱宣人、董鉴溶、刘熊祥、戚民、宋良智

### 第八届
- 任期：1988年2月—1992年4月
- 主任委员：朱宣人
- 副主任委员：赵继游、戚民、俞惟乐、周宜兴、赵燕翼、孙静轩、夏文江
- 秘书长：周宜兴（兼）

### 第九届
- 任期：1992年4月—1997年3月
- 主任委员：朱宣人
- 副主任委员：戚民、周宜兴、赵燕翼、孙静轩、夏文江、王怀公、殷元琪、罗治英

### 第十届
- 任期：1997年3月—2002年5月
- 主任委员：周宜兴
- 副主任委员：夏文江、殷元骐、李重庵、吕元琮、张文轩、马文福
- 秘书长：武乃文（1998年1月退休） → 周鹰（1998年7月17日任）

### 第十一届
- 任期：2002年5月—2007年6月
- 主任委员：周宜兴
- 副主任委员：李重庵、张文轩、马文福、车安宁、刘仲奎、郄秀书、周鹰
- 秘书长：周鹰（兼）

### 第十二届
- 任期：2007年6月—2012年6月
- 主任委员：张世珍
- 副主任委员：车安宁、刘仲奎、周鹰、阎奋民、王建林、褚衍东、郭玉芬
- 秘书长：翟有存

### 第十三届
- 任期：2012年6月[2]—2017年7月
- 主任委员：张世珍
- 副主任委员：周鹰、阎奋民、王建林、褚衍东、郭玉芬、魏其奎、刘刚、雷自强
- 秘书长：杨枝良

### 第十四届
- 任期：2017年7月[3]—2022年4月
- 主任委员：张世珍
- 副主任委员：刘刚、刘仲奎、李金田、王福明、薛德胜、唐浩漩、杨枝良（2020年11月13日退休）、盖宇仙、鲜新莲（2020年11月13日任）

### 第十五届
- 任期：2022年4月[4]—
- 主任委员：刘仲奎
- 副主任委员：王福明、薛德胜、唐浩漩、鲜新莲、苏孜、付宝权、李天圣、谢兴文
- 秘书长：乔冬梅